# Слободан Клипа
Слободан Клипа (1. август 1960) је српски кошаркашки тренер. Тренутно предводи јуниоре ФМП-а